# Metendothenia
Metendothenia es un género de polillas de la familia Tortricidae.

## Especies
- Metendothenia atropunctana (Zetterstedt, 1839)
- Metendothenia balanacma (Meyrick, 1914)
- Metendothenia calopa Diakonoff, 1973
- Metendothenia controversana Razowski & Karisch, 2015
- Metendothenia emmilta Diakonoff, 1973
- Metendothenia fidelis Diakonoff, 1973
- Metendothenia fulvoflua Diakonoff, 1983
- Metendothenia heterophenga Diakonoff, 1992
- Metendothenia hilarocroca Diakonoff, 1973
- Metendothenia mesarotra (Meyrick, 1911)
- Metendothenia ogasawarensis Kawabe & Kusui, 1978
- Metendothenia plecta Diakonoff, 1983
- Metendothenia pulchra Kawabe, 1989
- Metendothenia rhodambon Diakonoff, 1973